# Carlo Linati
Carlo Linati (Como, 25 aprile 1878 – Rebbio di Como, 11 dicembre 1949) è stato uno scrittore e viaggiatore italiano.

## Biografia

### Origini e infanzia
Nacque nel 1878 da Eugenio, ingegnere, e da Margherita Perlasca, entrambi lariani.
Trascorse l'infanzia nella villa paterna di Rebbio, la Cantalupa in località Monte Caprino, frazione di Rebbio al tempo Comune autonomo fuori Como, sviluppando sin da bambino il contatto con la natura e il selvatico. Trascorreva le vacanze a Gravedona, località da dove la madre era originaria; Linati ricorderà il paese della fanciullezza nel romanzo Cantalupa. 
Nel 1899 si iscrisse alla Facoltà di Legge dell'Università di Torino, città nella quale studiò anche pittura: conseguirà però la laurea presso l'Università di Parma nel 1906. Tornato nella nativa Lombardia, fu per qualche tempo avvocato a Milano.

### Scrittore e viaggiatore
Ancor prima della guerra iniziò un'attività di scrittore, fino a diventare un affermato romanziere e saggista, ma anche giornalista viaggiatore. Collaborò col Touring Club Italiano, per conto del quale scrisse racconti di viaggi e scoperte naturalistiche, girando l'Europa ed usando tutti i mezzi di locomozione possibili: dall'auto, al treno, alla bicicletta, finanche il cosiddetto ultralento. Viaggiò in Bretagna a bordo di una Fiat 509. Molti suoi romanzi e racconti sono ambientati in Lombardia ed in Insubria; questa caratteristica, unita ai suoi tratti scapigliati e tardo-romantici manzoniani, fanno di Linati un esponente parzialmente integrabile nella Linea Lombarda.
Il suo esordio lo si deve ad alcuni racconti di carattere allegorici, come Il tribunale verde del 1906 e ad altri racconti, genere di scrittura a lui più congeniale. 
Nel 1909 sperimentò la scrittura di un romanzo dal titolo Duccio da Bontà, i cui protagonisti sono due giovani che vivono intensamente il loro contatto con la natura, ma subito ritornò al racconto. 
In alcune raccolte, come Pubertà (1922) e Storie di bestie e di fantasmi (1926), sperimenta una prosa nuova utilizzando un lessico che, attingendo a diverse tradizioni, diventa ricco di suggestioni con momenti descrittivi di carattere favoloso.
In patria non si associò a nessuno degli stili letterari del tempo e collaborò alle testate La Stampa, Corriere della Sera e alle riviste letterarie Il Convegno e La Voce, diretta da Giuseppe Prezzolini. Tra i suoi contatti vi furono Cesare Angelini e Carlo Emilio Gadda. 
Nel 1925 fu tra i firmatari del Manifesto degli intellettuali antifascisti di Benedetto Croce non per motivi politici, bensì per un  rifiuto borghese rispetto all'evoluzione popolare e di massa del movimento fascista.
Linati fu inoltre autore di vari lavori di prosa, tra cui alcuni radiodrammi originali trasmessi prima dall'EIAR e poi dalla RAI, tra cui il radiodramma Angeli e colori, con musiche di Arrigo Pedrollo.
Morì nel 1949 a Rebbio all'età di 71 anni a causa di un infarto.

### Traduttore
Nel 1913 viaggiò in Irlanda, fermandosi a Londra, esperienza che gli consentì di conoscere il nuovo teatro nazionale irlandese di John Millington Synge, William Butler Yeats, Lady Gregory e Sean O'Casey.
Nel 1918 ricevette la prima lettera di James Joyce con la proposta di eseguire la traduzione di una sua novella. Il fatto segnò l'inizio di un nutrito scambio epistolare che si concluse solo con la morte dell'irlandese.
Linati divenne un noto traduttore italiano di importanti letterati inglesi come James Joyce, Charles Dickens, David Herbert Lawrence. 
James Joyce preparò per il suo amico Carlo Linati uno schema riassuntivo della struttura dell'Ulisse, che è noto come The Linati Schema.

## Opere letterarie
- Il tribunale verde, Officine grafiche De Castiglione, Milano (1906)
- Cristabella, Tipografia Enrico Zerboni, Milano (1909)
- Porto Venere, Vittorio Omarini Editore, Como (1910); Nerosubianco, 2009, ISBN 9788889056417
- Duccio da Bontà, Puccini Editore, Ancona (1912)
- Doni della Terra, Studio Editoriale Lombardo di Mino Facchi (1915)
- Barbogeria, Studio Editoriale Lombardo di Mino Facchi (1917); Oedipus, 2014, ISBN 9788873411659
- Sulle orme di Renzo in Quaderni della Voce, Roma 1919)
- Nuvole e paesi, Vallecchi, Firenze (1919)
- Amori erranti. Figure ed episodi, Studio Editoriale Lombardo di Mino Facchi, Milano (1922)
- Issione il polifoniarca, Bottega di Poesia, Milano (1922)
- Malacarne, Bemporad, Firenze (1922)
- Le tre pievi, Il Convegno, Milano (1922)
- Scrittori anglo-americani d'oggi, Corticelli, Milano (1932)
- Storie di bestie e fantasmi, Treves, Milano (1925)
- Pubertà e altre storie, Morreale, Milano (1926)
- Due, Corbaccio, Milano (1928)
- La principessa delle stelle, Corbaccio, Milano (1929)
- Strade perdute, Ribet, Torino (1929)
- La regione dei laghi, Nemi, Firenze (1931)
- Le pianelle del signore, Carabba, Lanciano (1932)
- Il re dello scoglio, Corticelli, Milano (1933)
- Concerto variato, Emiliano degli Orfini, Genova (1933)
- Cantalupa, Treves, Milano (1935)
- Sinfonia alpestre, Treves, Milano (1937)
- Passeggiate lariane, Garzanti, Milano (1939); Il Polifilo, 2009, ISBN 9788870503432
- A vento e sole, Società Subalpina Editrice, Torino (1939)
- Un giorno sulla dolce terra, Ceschina, Milano (1941)
- Decadenza del vizio e altri pretesti, Bompiani, Milano (1941)
- Quartiere cinese, Collana “Il Fiore”, Biblioteca dell'Arte e di Cultura, Milano (1942)
- Aprilante, Tumminelli, Roma (1942)
- Arrivi, Rizzoli, Milano-Roma (1944)
- Due tempi in provincia, Ultra, Milano (1944)
- Nerone secondo, Martello, Milano (1944)
- Disegni di Ugo Bernasconi, Hoepli, Milano (1944) o (1945)
- Il bel Guido, Gentile, Milano (1945)
- La giornata del rinfaccio, Bompiani, Milano (1945)
- Milano d'allora, Domus, Milano (1946); Longanesi, Milano, (1975), Massimiliano Boni Editore, 1998, ISBN 9788876224164
- Promenades, Cernobbio: Associazione culturale Archivio Cattaneo, 2020, ISBN 978-88-98086-34-4

## Articoli
- In nero, in La Gazzetta Letteraria, agosto (1899)
- Articoli per la serie Scrittori anglo-americani d'oggi raccolti nell'omonima opera del 1932 e originariamente pubblicati sul Corriere della Sera, La Stampa, Pegaso e La Nuova Antologia fra il 1924 e il 1934.

## Periodici
- Verde e Azzurro: unica grande rivista illustrata del Movimento cosmopolita nelle grandi città, nelle stazioni balneari e climatiche, nei soggiorni estivi e invernali di mare, di montagna, sui laghi e sulle riviere d'Italia, fra il 1903 e il 1904

## Traduzioni
- Robert Louis Stevenson, Le nuove notti arabe, La Voce, Roma (1920)
- Robert Louis Stevenson, I diamanti del Raiah, La Voce, Roma (1920)
- Thomas de Quincey, Bussano alla porta di Macbeth, Caddeo, Milano (1921)
- Thomas de Quincey, L'assassinio e altre prose, Caddeo, Milano (1922)
- James Joyce, alcuni brani dell'Ulisse, in “Il Convegno”, n. 11-12 (1926)
- James Joyce, Esuli, Rosa e Ballo (1944)
- James Joyce, Stefano eroe, Mondadori, Milano, collana "Il ponte", 312 pagine con 8 illustrazioni di Luigi Broggini (1950)
- Henry James, L'americano, Mondadori, Milano (1934)
- Henry James, Ritratto di signora, Einaudi, Torino, (1943)

## Prosa radiofonica RAI
- La pista infernale, radiodramma in un atto di Carlo Linati, trasmesso il 12 febbraio 1931.
- Il popolo della collina, radiofavola in un atto di Carlo Linati, trasmessa il 14 marzo 1934.
- Il processo delle voci, radiocommedia in tre tempi, di Carlo Linati e Mario Lazzari, regia di Alberto Casella, trasmessa il 26 ottobre 1937.
- Angeli e colori, radiodramma di Carlo Linati, musiche di Arrigo Pedrollo, regia di Pietro Masserano Taricco, con Salvo Randone, trasmesso il 6 maggio 1950.